# Marten Levendig
Marten Levendig (Petten, 26 februari 1960 – Moskou, 6 februari 1991) was correspondent voor De Telegraaf en het NOS-journaal in de Sovjet-Unie.
Van 1988 tot 1989 was Levendig te zien in een Snickers-reclame die door toenmalig NOS-directeur Gerard van der Wulp niet goed ontvangen werd.
Levendig overleed op dertigjarige leeftijd in Moskou aan de gevolgen van aneurysma. Hij werkte twee jaar als buitenland-correspondent in de Sovjet-Unie. Levendig is begraven in Dirkshorn.
- International Standard Name Identifier: 0000 0003 8775 646X
- Nederlandse Thesaurus van Auteursnamen: 133204057
- Virtual International Authority File: 280783361
- WorldCat: E39PCjtvxMXCMXhxHdwFP3vbVC